# Установки фракціонування Рас-Танура
Установки фракціонування Рас-Танура – складові комплексу нафтопереробного заводу Рас-Танура, що розташований на східному узбережжі Саудівської Аравії.
Станом на початок 1970-х НПЗ у Рас-Танурі міг щодобово обробляти біля 50 тисяч барелів зрідженого нафтового газу (ЗНГ, пропан-бутанова фракція), при цьому в країні вже працював газопереробний завод Абкайк та готувався до запуску газопереробний завод Беррі. Наступним кроком у оптимізації використання гомологів метану став запуск в 1972 (за іншими даними – 1973) році у Рас-Танурі установки фракціонування, на яку невдовзі почала надходити фракція С3+ із трубопроводів Абкайк – Рас-Танура та Беррі – Рас-Танура.
Із появою установки фракціонування потужність майданчику в Рас-Танурі зросла до 89 тисяч барелів ЗНГ на добу. В 1978-му додали ще одну установку, здатну переробляти 130 тисяч барелів ЗНГ, а станом на 1981 рік фракціонатор вже мав потужність на рівні 360 тисяч барелів на добу. 
Продукцією фракціонатора є пропан, бутан та газовий бензин (фракція С5+). Існують також дані, що у Рас-Танурі здійснюють чи здійснювали певні операції з етаном.
В першій половині 2000-х в Саудівській Аравії почався масштабний видобуток природного газу з формації Хуфф. У комплексі з цим НПЗ в Рас-Танурі доповнили установкою фракціонування конденсату походженням з цієї ж формації, який подали по трубопроводу Гарад – Рас-Танура. Установка мала потужність 200 тисяч барелів на добу та могла продукувати ЗНГ, газовий бензин, керосин та дизельне пальне.
Продукція фракціонатору традиційно призначалась для експорту, який здійснювався через портовий термінал НПЗ, а з початку 1980-х також через термінал в сісідній Джуаймі, до якої проклали трубопровід Рас-Танура – Джуайма. Втім, певні обсяги споживав внутрішній ринок. Зокрема, в 1985-му в районі Катіф (дещо південно-західніше від Рас-Танура) ввели в дію станцію перевантаження ЗНГ, яка отримувала цей продукт по трубопроводу Рас-Танура – Катіф.